# Registarska pločica vozila
Registarska pločica je pločica za označavanje vozila.  Izrađena je od metala, presvučena reflektirajućom folijom, bijele je boje na kojoj je crnim slovima otisnuta oznaka registracijskog područja i registarski broj vozila. Sastoji se od oznake registracijskog područja, grba Republike Hrvatske i registarskog broja.

## Registarski broj
Registarski broj vozila sastoji se od tri ili četiri numeričke i jedne ili dvije slovne oznake. Slovna oznaka na registarskim pločicama upisuje se latiničnim pismom, a registarski broj arapskim brojkama.
Između oznake registracijskog područja i registarskog broja otisnut je grb Republike Hrvatske.

### Kombinacija registarskog broja
Vlasnik vozila može po izboru odabrati najmanje tri do najviše sedam brojčanih ili slovnih znakova ili u kombinaciji na dijelu registarske pločice iza oznake registracijskog područja i grba Republike Hrvatske. U slučaju izbora numeričkih znakova obvezno je odabrati najmanje jedan slovni znak. Između brojčanih i slovnih oznaka obvezna je crtica koja se računa kao jedan od znakova. Natpis na registarskoj pločici po svom sadržaju ne smije biti provokativan, neetičan ili protivan pravnom poretku.
Pravo korištenja registarskih pločica je pet godina od dana registracije vozila i ne može se prenositi na drugu osobu, osim u slučaju smrti vlasnika vozila.

## Registarska pločica za diplomatska vozila u RH
Registarska pločica za vozila diplomatskih i konzularnih predstavništava, misija stranih država i predstavništava međunarodnih organizacija u Republici Hrvatskoj i njihova osoblja plave je boje, a otisnute brojke i slova su žute boje, te sadrži: brojčanu oznaku zemlje iz koje je predstavništvo, slovnu oznaku djelatnosti predstavništva, odnosno statusa osobe u tim predstavništvima i registarski broj vozila.

## Registarska pločica vozila MUP-a RH
Registrska pločica vozila MUP-a RH bijele je boje s plavim brojevima, a na pločici je otisnut grb Republike Hrvatske ispred i iza kojeg je kombinacija tri brojčane oznake.

## Registarska pločica vojnih vozila RH
Registarska pločica vojnih vozila RH žute je boje Na registarskoj pločici otisnuta je slovna oznaka »HV« i registarski broj vozila. Između oznake »HV« i registarskog broja otisnut je grb Republike Hrvatske. Registarski broj vozila sastoji se od tri ili četiri brojčane i jedne ili dvije slovne oznake.

## Pokusne registarske pločice
Pokusne pločice izrađene su od retro-reflektivnog bijelog laminata s integriranim zaštitnim elementima.

## Ostale registarske pločice
Na registarskoj pločici za vozila stranaca kojima je odobren privremeni ili stalni boravak, za privremeno registrirana vozila i za vozila stranih trgovinskih, prometnih, kulturnih i drugih predstavništava, stranih dopisništava i stalnih stranih dopisnika, otisnute brojke i slova zelene su boje.
Na registarskoj pločici za vozila koja ne odgovaraju propisanim uvjetima glede dimenzija (duljina, širina, visina) odnosno čija je najveća dopuštena masa veća od propisane, odnosno koja premašuju dopuštena osovinska opterećenja, otisnute brojke i slova crvene su boje.
Registarske pločice za vozila koja se izvoze iz RH izrađene su od metala, presvučene reflektirajucom folijom, zelene je boje na kojoj je žutim slovima otisnuta oznaka RH i broj izvozne pločice. Između oznake RH i broja izvozne pločice otisnut je grb. Broj izvozne plocice sastoji se od tri ili cetiri numericke i jedne ili dvije slovne oznake. Pločice se naplaćuju i za njih se daje kaucija koja se vraća prilikom povrata pločica.

## Vanjske poveznice
|  | Zajednički poslužitelj ima još gradiva o temi Registarske pločice vozila |